# Pterophorus niveus
Pterophorus niveus – gatunek motyla z rodziny piórolotkowatych.
Gatunek ten został opisany w 1903 roku przez P.C.T. Snellena jako Aciptilia nivea.
Motyl o głowie i tułowiu białych z brązowawym połyskiem, a odwłoku srebrzystobiałym. Skrzydła srebrzystobiałe z kilkoma czarnymi łuskami na wierzchu przednich i brązowawym połyskiem na spodzie. Narządy rozrodcze samca o niesymetrycznych walwach: lewa jest lancetowata z zakrzywionym kolcem sakulusa, a prawa węższa z dłuższym i piłkowanym na wewnętrznej krawędzi kolcem saklusa. Narządy rozrodcze samic o szerokim ostium, stopniowo zwężonym antrum tak długim jak ostium szerokie.
Owad orientalny znany z Sumatry, Jawy, Sumby, Celebesu, Moluków, Halmahery, Waigu, Irianu Zachodniego oraz Papui-Nowej Gwinei.